# 岩本薫 (温泉研究家)
岩本 薫（いわもと かおる、1963年 - ）は、日本の温泉研究家、温泉旅作家、温泉エッセイスト。東京都新宿区生まれ。

## 人物
これまで約2000湯以上の温泉に入湯してきた温泉大好き人間。しかしその好みは偏っていて、時代に取り残されたような「ひなびた温泉」や、ヘンなのに湯はすこぶるいい「ヘンな名湯」にしか興味がない。立派な温泉、観光地的な温泉、ラグジュアリーな温泉には1mmも興味がなくまったく見向きもしない。それゆえに珍湯、奇湯、迷湯など、ユニークな温泉ネタに事欠かない。
長年、広告業界でプレゼンテーターを務めてきたので、マニアックな温泉ネタを人前で面白おかしく語るのを得意としている。また、ひなびた温泉のサポーターコミュニテイ「ひなびた温泉研究所」（研究員数約500名）を運営。研究員でつくった温泉ランキング本「日本百ひな泉」「真夏の温泉」など、これまでなかったユニークな温泉本をプロデュース。日本全国のひなびた温泉やヘンな名湯をめぐって取材し、執筆活動をしている。テレビ、ラジオ、雑誌等メディア出演多数。

## 著書
- 「しみじみシビれる!名湯50泉 ひなびた温泉パラダイス」山と渓谷社　2017年
- 「戦国武将が愛した名湯・秘湯」マイナビ出版　2018年
- 「ヘンな名湯」みらいパブリッシング　2019年
- 「もっとヘンな名湯」みらいパブリッシング　2020年
- 「日本百ひな泉」みらいパブリッシング　2021年
- 「東京休日端っこ散歩」大和渓谷社　2022年
- 「真夏の温泉」みらいパブリッシング　2022年

## 出演メディア

### テレビ
- BS日テレ「中川翔子のマニア☆まにある」
- TVK「サタミンエイト」
- KawaiianTV「ひらめけ！デンキッキ」
- NHK「ごごナマ／にっぽんコレに夢中／ディープな名湯の世界」
- 読売テレビ「最高の最下位！」
- テレビ東京「よじごじDay's／ひなびた温泉が好きすぎる人に密着in栃木」2020年12月
- NHK 「いまほんランキング／いまほんリポート」
- テレビ東京「よじごじDay's／ひなびた温泉が好きすぎる人に密着in千葉」2021年3月
- 日本テレビ「1番持ち寄りバラエティ我がMAX／入るのをためらう温泉」2022年2月
- テレビ東京「よじごじDay’s／ツウな人WEEKひなびた温泉巡り」2022年4月
- テレビ東京「よじごじDay’s／トオル&カオルのひなびた温泉巡りin群馬」2022年10月
- テレビ東京「よじごじDay’s／ノボル&カオルのひなびた温泉巡りin栃木」2022年12月

### ラジオ
- 文化放送「くにまるジャパン/おもしろ人間国宝」
- TBSラジオ「安住紳一郎の日曜天国」
- bayfm78　「田中美里 MORNING CRUSIN’」
- RCCラジオ「一文字弥太郎の週末ナチュラリスト 朝ナマ！」の「OH!マニアックラブ」
- FMラジオ JFN PARK「Pleaseテルミー！マニアックさん。いらっしゃ～い」
- NHKラジオ「武内陶子のごごラジ!」
- TOKYO FM「 SANDAY’s POST」
- FM  NACK5 「 THE SEITARO☆RADIO SHOW」

### 雑誌
- 2017年11月15日『BRUTUS』特集「温泉愛／百人百湯の旅がある」の「わたしの温泉愛・共同浴場バンザイ！」（マガジンハウス）
- 2017年12月9日『週刊ダイヤモンド』特集「温泉ほっこり経済圏の秘密」の「ひなびた温泉のススメ」（ダイヤモンド社）
- 2018年12月28日『旅行読売』　特集「1万円の極上宿」の「この冬、ひなびた温泉デビューしちゃいませんか？」（旅行読売出版社）
- 2018年10月31日『温泉批評』「覆面取材16番勝負」（双葉社）
- 2019年2月4日『日刊ゲンダイ』「王様の週末／流行とは無縁のひなびた温泉に浸かる」（日刊現代）
- 2019年12月『週刊SPA』「マニアが選ぶ好きな街ランキング」（扶桑社）
- デジモノステーション「温泉レボリューション／ひなびた温泉のススメ」
- ハッケン！リクナビ派遣「喧噪を忘れる癒しの地！心を洗う「ひなびた温泉」おすすめ5選」
- 2019年12月「デジモノステーション　本当は怖くない富士樹海」
- 「温泉批評／私のヘンな名湯番付」
- 2020年1月15日『山と溪谷』2月号「ひなびた山の温泉へ」（山と溪谷社）
- 2020年3月1日『群像』3月号　エッセイ「フォースの覚醒」（講談社）
- 週刊プレイボーイ「コロナが明けたら Go To したい！ニッポンの珍湯名鑑」
- 2020年3月10日『BE-PAL』4月号　BLUE&GREEN FIELD「泉質バツグン！一度は行ってみたいヘンな名湯」（小学館）
- 2021年『旅行読売／秘湯の宿で孤浴の時間』
- 2021年『ノジュール／温泉三達人が案内／私のとっておき秘湯』
- 2021年『旅行読売／笑っちゃうけど泉質抜群・不思議な温泉へ』
- 2021年『旅行読売／忘れられない極上温泉』
- 2022年『BRUTUS』特集「人生変えちゃう、おいしい！１泊旅」

### インターネット
- 2018年5月27日@DIME「密かなブーム！行けば一生忘れられない「ひなびた温泉」5選」
- 2018年3月8日ハッケン！リクナビ派遣「喧噪を忘れる癒しの地！心を洗う「ひなびた温泉」おすすめ5選」
- 2018年12月25日デジモノステーション「温泉レボリューション／ひなびた温泉のススメ」
- 2019年8月17日じゃらんニュース「あなたの知らない「ヘンな名湯」のディープな世界！　勇気を出して行ってみませんか？」